# Mort cellulaire

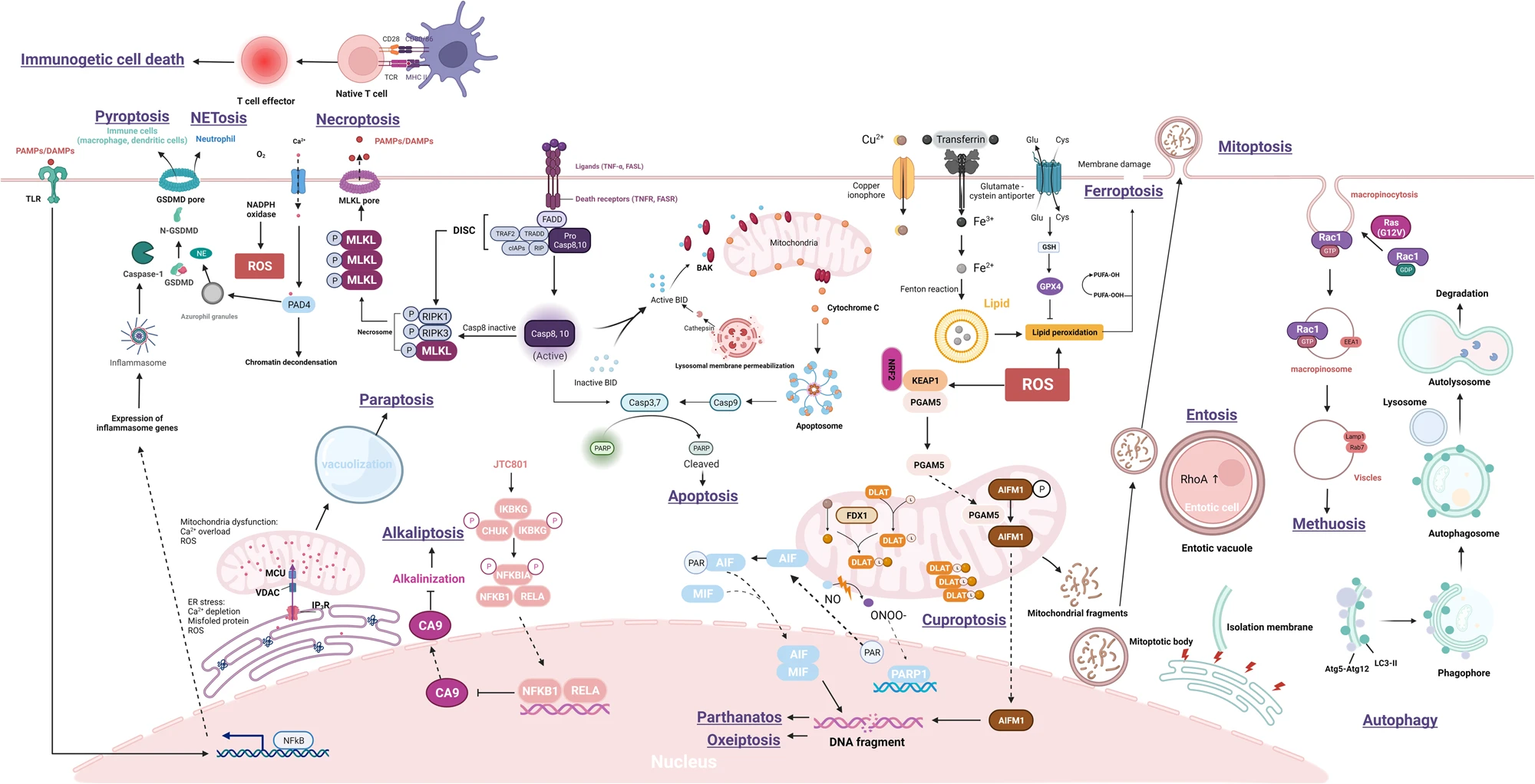
Complexité de la mort cellulaire

La mort cellulaire est l'arrêt définitif des métabolismes et des fonctions vitales, puis la destruction, de la cellule (unité de base des processus vitaux).
Ce phénomène est un phénomène physiologique. Il intervient de manière naturelle lors de l'embryogenèse afin de contrôler le nombre de cellules dans l'organisme ou pour la formation d'une immunité efficace. Une trop grande mortalité cellulaire peut entrainer des dégénérescences ou au contraire une trop faible mortalité cellulaire peut entrainer des cancers.
Il existe différents types de morts cellulaires qui peuvent être caractérisés selon la morphologie des cellules, mais également selon les enzymes impliquées (nucléases, lipases, ou protéases tel que les caspases ou les calpaïnes) ou le contexte pathologique ou physiologique de la mort cellulaire.

## Historique

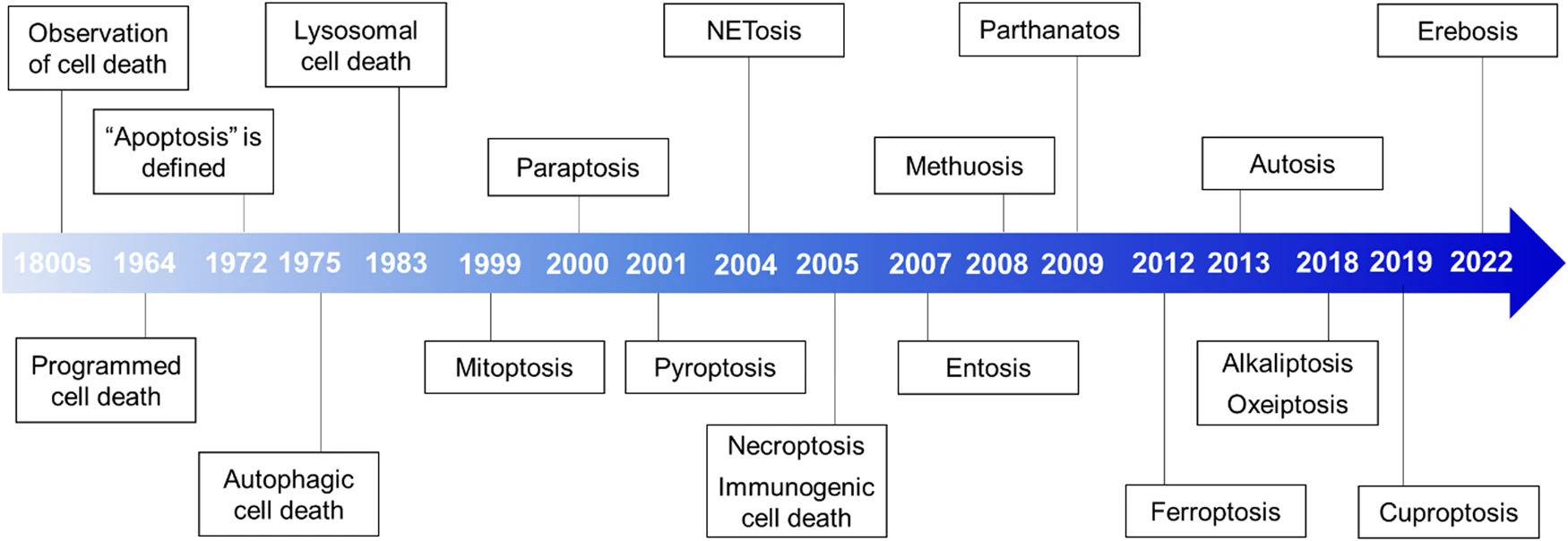
Chronologie de la découverte de la mort cellulaire

Jusqu’au XIXe siècle, la mort n’était comprise qu’au niveau de l’organisme individuel, et le concept de mort cellulaire n’était pas facilement accepté par les médecins et les biologistes. Après le développement de la microscopie optique, des pratiques de coupe de tissus et des techniques de coloration, la mort au niveau cellulaire a été reconnue,. Malgré les partisans de la théorie cellulaire tels que le botaniste Mathias Jakob Schleiden et le zoologiste Theodore Schwann dans les années 1830-1860, l'utilisation des microscopes en médecine était limitée. L'application des progrès techniques de la microscopie optique et du concept selon lequel les organismes sont composés de cellules à la médecine a été dirigée par le pathologiste allemand Rudolf Virchow. Dans ses articles publiés en 1855 et dans un livre intitulé « Cellular Pathology », basé sur une compilation de conférences qu'il a données en 1858, Virchow a formalisé la pathologie cellulaire comme base fondamentale de la pathologie. Cette nouvelle perspective a radicalement changé la façon dont la pathologie était perçue,. Virchow a reconnu pour la première fois la nécrose comme une mort au niveau cellulaire lors de son étude des changements cellulaires accompagnant les lésions tissulaires causées par l'inflammation,.
En 1842, l’anatomiste allemand Carl Vogt a proposé pour la première fois que la mort cellulaire spontanée était un phénomène physiologique. Il a rapporté que la mort cellulaire lors de la métamorphose chez le crapaud éliminait la notocorde et permettait aux vertèbres de se développer. En 1882, le biologiste russe Elie Metchnikoff, considéré comme un pionnier de l’immunologie moderne, observait que les cellules phagocytaires engloutissaient les cellules mourantes de plusieurs organismes. La découverte de Metchnikoff a contribué de manière significative à notre compréhension du rôle du système immunitaire dans l’élimination des cellules mourantes et le maintien de l’homéostasie des tissus. Plus tard, en 1972, le pathologiste John F. Kerr et ses collègues découvrirent une sorte de mort cellulaire différente de la nécrose, qu’ils appelèrent « apoptose » 12,13. La découverte de l’apoptose a été une étape fondamentale dans l’étude de la mort cellulaire,.

## Définition des différents types

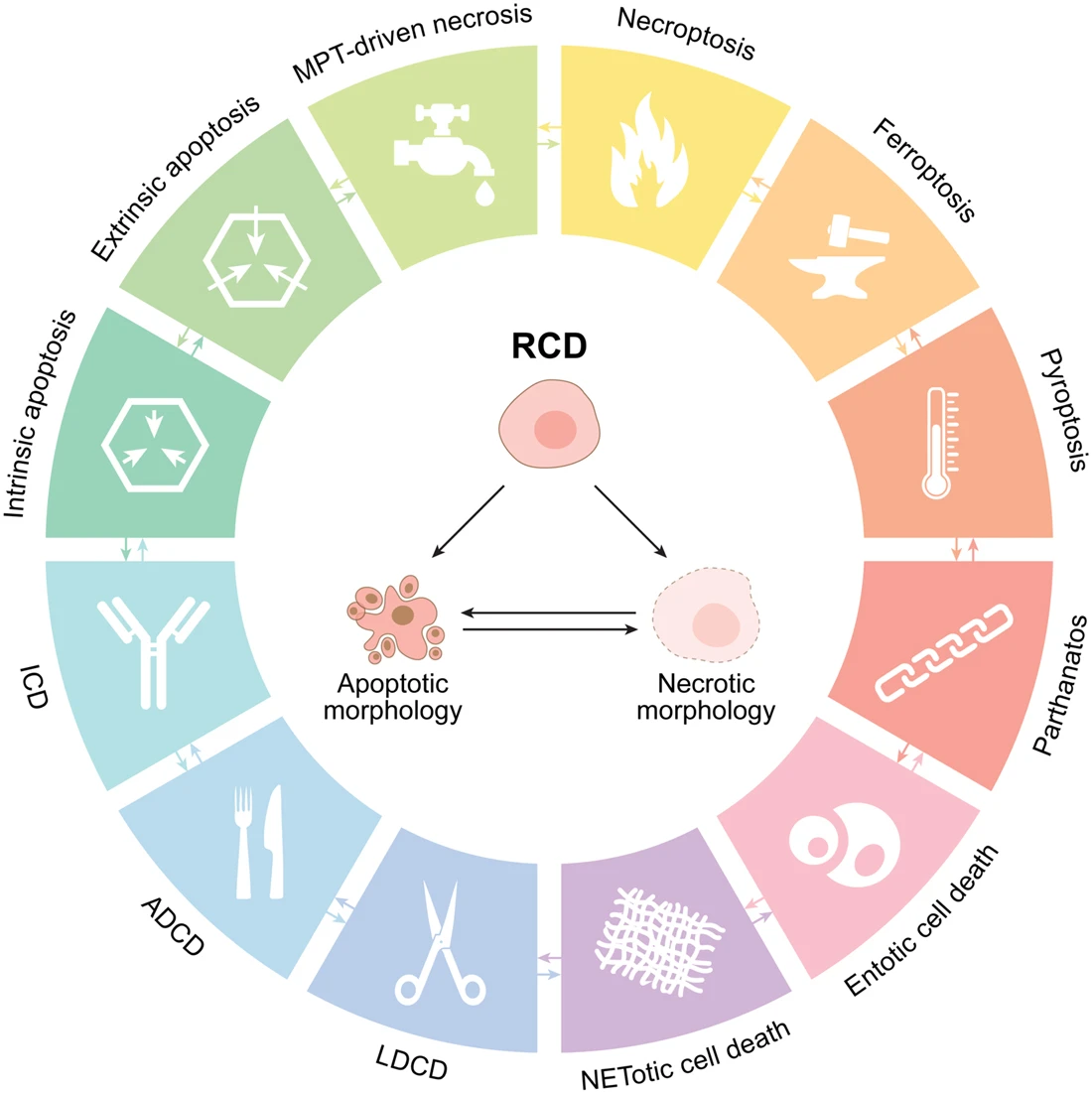
Différents types de mort cellulaire selon le Nomenclature Committee on Cell Death de 2018

Les différents types de mort cellulaire ont été définis en 2018 par le Nomenclature Committee on Cell Death 2018
Les deux grands types de mort cellulaire sont :

### La mort cellulaire accidentelle
La disparition instantanée et catastrophique de cellules exposées à de graves agressions physiques (par exemple, des pressions élevées, des températures ou des forces osmotiques), chimiques (par exemple, des variations extrêmes de pH) ou mécaniques (par exemple, des forces de cisaillement)

### La mort cellulaire régulée
La mort cellulaire régulée est une mort cellulaire génétiquement codée pour l'élimination ciblée de cellules superflues, irréversiblement endommagées et/ou potentiellement nocives,,,. Curieusement, la mort cellulaire régulée n'est pas propre aux formes de vie multicellulaires, un contexte dans lequel la programmée présente un avantage évident pour l'homéostasie de l'organisme dans des contextes physiologiques et pathologiques,,,, mais on la retrouve également (dans des variantes simplifiées) parmi les eucaryotes unicellulaires vivant (au moins pendant une partie de leur cycle de vie) en colonies (comme plusieurs espèces de levures et Dictyostelium discoideum),,, et au moins dans certaines procaryotes (par exemple Escherichia coli). La mort cellulaire régulée repose sur une machinerie moléculaire dédiée, ce qui implique qu'elle peut être modulée (c'est-à-dire retardée ou accélérée) par des interventions pharmacologiques ou génétiques,.
Bien que les mécanismes moléculaires sous-jacents présentent un chevauchement considérable, la mort cellulaire régulée est impliqué dans deux scénarios diamétralement opposés. D'une part, la mort cellulaire régulée peut survenir en l'absence de toute perturbation environnementale exogène, fonctionnant ainsi comme un effecteur intégré de programmes physiologiques de développement ou de renouvellement tissulaire,. Ces formes complètement physiologiques de mort cellulaire régulée sont généralement appelées mort cellulaire programmée. D'autre part, les morts cellulaires régulées peuvent provenir de perturbations du microenvironnement intracellulaire ou extracellulaire, lorsque ces perturbations sont trop intenses ou prolongées pour que les réponses adaptatives puissent faire face au stress et restaurer l'homéostasie cellulaire. Il est important de noter que la mort cellulaire régulée induite par le stress constitue également une stratégie de préservation d’un équilibre biologique, ressemblant ainsi à des réponses adaptatives au stress. Cependant, alors que les réponses adaptatives au stress opèrent au niveau cellulaire (ce qui, par extension, favorise le maintien de l'homéostasie au niveau de l'organisme ou de la colonie), la mort cellulaire régulée opère directement au niveau de l'organisme ou de la colonie malgré l'homéostasie cellulaire. Une telle fonction homéostatique reflète non seulement l’élimination des cellules inutiles ou potentiellement dangereuses, mais aussi la capacité des cellules mourantes à exposer ou à libérer des molécules qui alertent l’organisme ou la colonie d’une menace potentielle. De tels signaux de danger sont communément appelés motifs moléculaires associés aux dégâts ou alarmines,,,.
| Nom                                                                        | Définition |
| -------------------------------------------------------------------------- | --- |
| Mort cellulaire accidentel                                                 | Forme quasi instantanée et incontrôlable de mort cellulaire correspondant au démontage physique de la membrane plasmique provoqué par des signaux physiques, chimiques ou mécaniques extrêmes. |
| Anoïkis                                                                    | Variante spécifique de l'apoptose intrinsèque initiée par la perte de l'ancrage dépendant de l'intégrine. |
| Mort cellulaire dépendante de l'autophagie                                 | Une forme de mort cellulaire régulée qui dépend mécaniquement du processus autophagique |
| Autosis                                                                    | Un exemple spécifique de mort cellulaire dépendante de l’autophagie qui repose sur l' ATPase membranaire Na+/K+ATPase. |
| Mort cellulaire                                                            | Dégénérescence irréversible des fonctions cellulaires vitales aboutissant à la perte de l'intégrité cellulaire (perméabilisation permanente de la membrane plasmique ou fragmentation cellulaire). |
| Sénescence cellulaire                                                      | Perte irréversible du potentiel prolifératif associée à des caractéristiques morphologiques et biochimiques spécifiques, notamment le phénotype sécrétoire associé à la sénescence. La sénescence cellulaire ne constitue pas une forme de forme de mort cellulaire régulée.                                                                             |
| Efférocytose                                                               | Mécanisme par lequel les cellules mortes et leurs fragments sont absorbés par les phagocytes et éliminés. |
| Entose                                                                     | Un type de mort cellulaire régulée qui provient de l'internalisation d'une cellule dans une autre cellule dépendante de l'actomyosine (entose) et qui est exécuté par les lysosomes. |
| Apoptose extrinsèque                                                       | Variante spécifique de mort cellulaire régulée initiée par des perturbations du microenvironnement extracellulaire détectées par les récepteurs membranaires plasmiques, propagées par CASP8 et précipitées par les caspases bourreaux, principalement CASP3.                                                                                            |
| Ferroptose                                                                 | Une forme de mort cellulaire régulée initiée par des perturbations oxydatives du microenvironnement intracellulaire qui est sous le contrôle constitutif de GPX4 et peut être inhibée par des chélateurs du fer et des antioxydants lipophiles. |
| Mort cellulaire immunogène                                                 | Une forme de mort cellulaire régulée par activation d'une réponse immunitaire adaptative chez des hôtes immunocompétents. |
| Apoptose intrasèque                                                        | Type de mort cellulaire régulée initiée par des perturbations du microenvironnement extracellulaire ou intracellulaire, délimité par MOMP, (mitochondrial outer membrane permeabilization) et précipité par des caspases bourreaux, principalement CASP3.                                                                                                |
| Mort cellulaire dépendante du lysosome                                     | Un type de mort cellulaire régulée par la perméabilisation de la membrane lysosomal primaire et précipité par les cathepsines, avec implication facultative de la MOMP et des caspases. |
| Nécrose induite par la protéine mitochondrial permeability transition pore | Forme spécifique de mort cellulaire régulée déclenchée par des perturbations du microenvironnement intracellulaire et s'appuyant sur la cyclophyline D. |
| Catastrophe mitotique                                                      | Défaillance des mécanismes oncosuppresseur lors de la mitose par mort cellulaire régulée ou sénescence cellulaire. En soi, la catastrophe mitotique ne constitue pas une forme ou une mort cellulaire régulée. |
| Mort mitotique                                                             | Variant spécifique de mort cellulaire régulée (le plus souvent, apoptose intrinsèque) provoquée par une catastrophe mitotique. |
| Nécroptose                                                                 | Une modalité de mort cellulaire régulée déclenchée par des perturbations de l'homéostasie extracellulaire ou intracellulaire qui dépend de manière critique de MLKL (Mixed lineage kinase domain like pseudokinase), RIPK3 (Receptor-interacting serine/threonine-protein kinase 3) et (au moins dans certains contextes) de l'activité kinase de RIPK1. |
| Nétose                                                                     | Une modalité de mort cellulaire régulée dépendante des dérivés réactifs de l'oxygène limitée aux cellules hématopoïétiques et associée à l'extrusion de filament de chromatine. |
| Parthanatos                                                                | Une modalité de mort cellulaire régulée initiée par l'hyperactivation de poly(ADP-ribose) polymérase 1 et précipitée par la catastrophe bioénergétique qui en résulte, couplée à la dégradation de l'ADN dépendante de l'apoptosis inducing factor et du facteur d'inhibition de migration des macrophages.                                              |
| Mort cellulaire programmée                                                 | Forme particulière de mort cellulaire régulée qui survient dans des scénarios strictement physiologiques, c'est-à-dire qu'elle n'est pas liée à des perturbations de l'homéostasie et ne se produit donc pas dans le contexte d'un échec d'adaptation au stress.                                                                                         |
| Pyroptose                                                                  | Un type de mort cellulaire régulée qui dépend essentiellement de la formation de pores de la membrane plasmique par les membres de la famille des protéines gasdermines, souvent (mais pas toujours) en conséquence de l'activation des caspases inflammatoires.                                                                                         |
| Mort cellulaire régulée                                                    | Forme de mort cellulaire résultant de l'activation d'un ou plusieurs modules de transduction de signal et pouvant donc être modulée pharmacologiquement ou génétiquement (au moins cinétiquement et dans une certaine mesure). |

## Typologies de mort cellulaire
On peut classer différents types de morts cellulaires selon les voies impliquées et les cellules touchées :

### Apoptose
L'apoptose, aussi appelé suicide cellulaire, est une mort physiologique et pathologique. Elle intervient pendant le développement, la morphogenèse et l'homéostasie tissulaire.
Les cellules apoptotiques perdent les interactions cellules-cellules puis deviennent rondes. La chromatine dans le noyau cellulaire devient condensée (pyknosis) et le noyau se fragmente (caryorrhexis). Les cellules implosent et présentent des phosphatidylsérines sur leurs membranes qui pourront être reconnues par les phagocytes,.
Deux voies de signalisation sont impliquées dans l'apoptose : la voie extrinsèque et la voie intrinsèque.
- La voie extrinsèque se déclenche lorsqu’un ligand se fixe au récepteur de mort présent à la surface des cellules.
- La voie intrinsèque se déclenche lorsqu'une cascade d’événements intracellulaires permettent la perméabilisation de la membrane mitochondriale, laissant passer un facteur mitochondrial qui va aboutir à l'apoptose.

Les caspases sont des enzymes primordiales pour ces deux voies.

### Nécrose
La nécrose est la mort prématurée et non-programmée, causée par des dommages physiques ou chimiques qui peuvent fragiliser des cellules voire des tissus.
Celle-ci se traduit par une augmentation du volume cellulaire, un gonflement des organites et une augmentation de la perméabilité membranaire. Ces changements entrainent une rupture de la membrane plasmique. La taille du noyau diminue et la chromatine se condense, autrement appelé pyknosis. La nécrose est un procédé qui induit une forte réponse inflammatoire.
De nouvelles approches de biologie systémique et in silico (également in vitro) ont pu montrer que certaines voies de signalisation étaient impliquées dans un procédé proche de la nécrose : la nécroptose.
La nécroptose est une forme de nécrose contrôlée - c'est-à-dire programmée - c'est pour cela qu'il n'est pas tout à fait correcte sémantiquement d'affirmer que la nécrose est une forme de mort cellulaire non-programmée.
Ces recherches sont récentes et tendent à montrer qu'une forme de nécrose programmée existe également in vivo.

### Autophagie
L'autophagie est la destruction de matériel biologique comme les organites et les macromolécules, par les lysosomes. Il existe trois formes d'autophagie mais une seule permet la mort cellulaire : la macroautophagie. En effet, celle-ci permet de dégrader les constituants du cytoplasme en les évacuant dans l'autophagosome, qui fusionnera avec le lysosome.

### Ferroptose
Type de mort cellulaire programmée dépendante du fer caractérisée par l'accumulation de peroxydes lipidiques. Mécanisme précis sur la version anglaise de la ferroptose.

### Cuproptose
La cuproptose est une forme de mort cellulaire régulée déclenchée par le cuivre. Le terme « cuproptose » est dérivé du mot latin « cuprum », qui signifie cuivre, et du mot grec « ptosis », qui signifie chute. Ceci a été décrit pour la première fois et le terme a été initialement défini en 2019. La cuproptose diffère des autres types de mort cellulaire liée au stress oxydatif, tels que l'apoptose et la ferroptose, et se caractérise par un stress mitochondrial provoqué par l'agrégation d'enzymes mitochondriales lipoylées et la perte de protéines de cluster Fe – S.

### Pyroptose
En 1986, le traitement des macrophages primaires de souris avec la toxine mortelle du charbon entraînait la mort cellulaire et la libération rapide du contenu cellulaire fut rapporté. La caspase-1 fut découverte en 1989, au propriété inflammatoire, transformant le précurseur IL-1β en IL-1β mature. En 1992, la pyroptose fut constatée pour la première fois et ont trouvé un suicide dans les macrophages infectés par l'agent pathogène bactérien Gram négatif Shigella flexneri. En 1996,il fut constaté que l'antigène plasmidique d'invasion B de Shigella flexneri pouvait se lier directement à la caspase 1 et provoquer l'activation de l'enzyme dans les macrophages infectés. Cette forme de mort cellulaire était à l'origine considérée comme l'apoptose car certaines de ses caractéristiques étaient similaires à l'apoptose, tels que la dépendance à la caspase, les dommages à l'ADN et la condensation nucléaire. Par la suite, cette forme de mort s’est révélée différente de l’apoptose. En 2001, le terme de pyroptose, qui vient des racines grecques pyro (feu/fièvre) et ptosis (to-sis, chute), fut utilisé pour décrire la mort cellulaire programmée pro-inflammatoire. C'est la première définition de la pyroptose, qui fait le distinction entre la pyroptose et l’apoptose (un programme non inflammatoire de mort cellulaire).

### Anoïkis
L'anoïkis est dû à la perte d'adhésion de la cellule à la matrice extracellulaire et à la perte d'interactions avec les autres cellules.

### Catastrophe mitotique
La catastrophe mitotique est due à un mauvais déroulement de la mitose. La cellule peut être bloquée par un point de contrôle pendant son cycle cellulaire, la cellule va alors induire sa propre mort par nécrose ou apoptose, ou sa sénescence.

### Entose
L'entose (entosis) autrement appelé cannibalisme cellulaire, est souvent observée dans les tumeurs. Une cellule va internaliser une autre cellule du même type,.

### Mort cellulaire immunogène
La mort cellulaire immunogène est un type de mort cellulaire dans lequel une réponse immunitaire est déclenchée par la libération de modèles moléculaires associés aux dommages par les cellules mourantes, qui attirent les cellules immunitaires vers le site de mort cellulaire. Le concept de mort cellulaire immunogèn a été proposé pour la première fois en 2005.

### Nétose
La nétose (netosis) ne concerne que les granulocytes éosinophiles et neutrophiles. Cette mort aboutit à la libération de filaments de chromatine décondensée dans différents compartiments de la cellule.

### Méthuose
La méthuose est une forme non apoptotique de mort cellulaire caractérisée par l'accumulation de vacuoles dérivées des macropinosomes, qui sont de grosses vésicules endocytaires. Le terme methuosis est dérivé du mot grec signifiant « methuo », qui signifie boire jusqu'à l'ivresse, et fait référence au fait que les vacuoles des cellules méthuotiques semblent être remplies d'une substance inconnue. La méthuose a été décrite pour la première fois par en 2008.

### Alkaliptose
L'alcaliptose est une forme récemment découverte de nécrose régulée déclenchée par l'exposition à des agents alcalins, tels que l'ammoniac, l'hydroxyde de sodium ou des tampons à pH élevé. L'alcaliptose a été découverte et nommée pour la première fois en 2018. L'alcaliptose est un mécanisme moléculaire séquentiel modulé par plusieurs facteurs.

### Oxéiptose
L'oxéiptose est une mort cellulaire indépendante de la caspase, sensible aux dérivés réactifs de l'oxygéne et non inflammatoire qui protège contre l'inflammation induite par les dérivés réactifs de l'oxygéne ou les agents générateurs des dérivés réactifs de l'oxygéne, tels que les agents pathogènes viraux. L'oxeiptose est caractérisée par l'activation de la voie de signalisation KEAP1/PGAM5/AIFM1.

### Erébose
Décrite en 2022, l'érébose se produit lors du renouvellement naturel des entérocytes intestinaux, qui sont les cellules qui composent l'épithélium intestinal. Le terme « erebosis » est dérivé du mot grec « erebos », qui signifie obscurité totale. Les cellules érébotiques subissent des saignements membranaires et des modifications du cytosquelette d'actine, conduisant finalement à la désintégration cellulaire.